# Airlinair
Chaque région est capitale
Airlinair (code AITA : AN ; code OACI : RLA) était une compagnie aérienne régionale française, devenue une filiale d'Air France et qui a fusionné avec les compagnies aériennes Brit Air et Régional pour devenir Hop ! en 2013 la compagnie du pôle régional d'Air France.

## Histoire

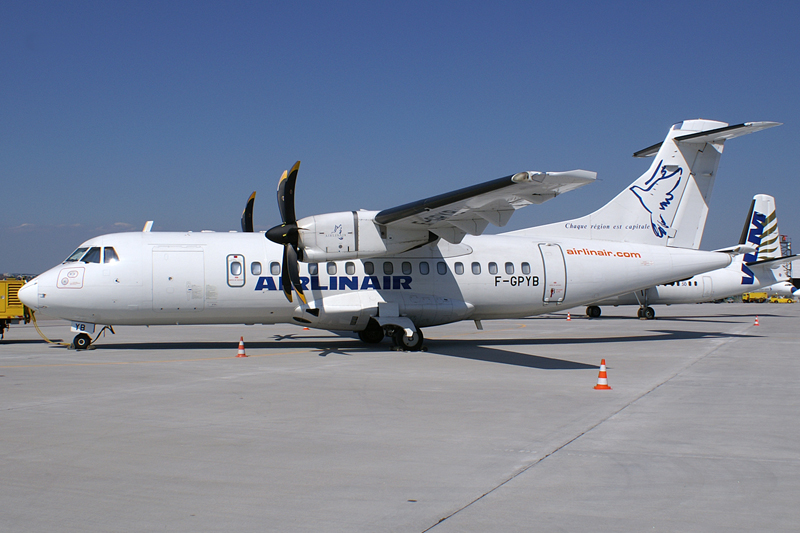
Appareil Airlinair ATR 42-500 immatriculé F-GPYB sous la livrée Airlinair.

La compagnie créée le 30 avril 1999 par Lionel Guérin exploite à l'origine une partie des lignes du réseau turbopropulseur d'Air Liberté. Elle est d'abord basée sur la zone de fret de l'aéroport de Paris - Charles de Gaulle .
En 2002, Airlinair inaugure son propre réseau avec des lignes au départ de Paris puis Lyon.
Entre 2002 et 2004, elle se positionne sur les dessertes au départ de Paris vers Brive, Epinal, Périgueux, Aurillac, Bergerac, Béziers et Castres et Tours vers Lyon, lignes subventionnées depuis 2000 par le FIATA (Fonds d'intervention pour les aéroports et le transport aérien).
En 2002, Airlinair dessert l'aéroport de Saint-Tropez au départ de Nice en ATR-42 pour Air France. En 2000 et 2001, cette liaison se faisait en bateau logoté " Air France".
Après la disparition d’Air Lib et d’Air Littoral, Airlinair exploite un nombre important de vols pour Air France (sous un code AF) et une livrée "AIR FRANCE BY AIRLINAIR" . Parallèlement, jusqu'en 2007, plusieurs ATR cargos sont exploités la nuit pour le compte d’Europe Airpost.
La compagnie, basée à Rungis, est certifiée IOSA. Elle emploie plus de 490 personnes.
Son slogan est : Chaque région est capitale.
La compagnie est à l'origine détenue à 100 % par la SAS Financière LMP, une société contrôlée par son fondateur Lionel Guérin.
Dès 2005, Brit Air entre dans l'actionnariat de la SAS Financière LMP, ce pourcentage est augmenté en 2009 pour passer de 20 à 39,85 %.
Airlinair emploie plus de 400 salariés en 2005.
En 2006, la compagnie aérienne Airlinair est détenue à 80.5% par Financière Linair et 19.5% par Britair.
800 vols à la demande étaient prévus en 2006. Airlinair assurait de vol  à la demande Incentive comme une opération pour les laboratoires PFIZER sur Nice avec 4 appareils, une opération sur Paris-Gènes pour le ministère des transports, des vols charter par exemple une série de vols à la demande sur les Baléares et le Maroc pour un tour-opérateur Italien et des vols à la demande de Transport d’équipes,  Airlinair assure le transport aérien de plus de 25 clubs de football, rugby, basketball ou handball.
En 2008, Airlinair assure 89 vols par jour avec 13 ATR affrétés par Air France pour son réseau court et moyen courrier.
En 2010,  la compagnie aérienne Airlinair est détenue à  60.14% par Financière Linair et 39.86% par Britair.
Fin 2012, Air France rachète les 60,14 % encore détenus par son fondateur et détient alors l’intégralité d’Airlinair.
Le 31 mars 2013, Airlinair et les autres compagnies régionales Brit Air et Régional sont regroupées au sein de la nouvelle marque HOP !, nouveau pôle régional d'Air France,.  

Logo Hop! Airlinair

Chaque compagnie conserve son certificat de transporteur aérien en devenant Hop! Brit Air, Hop! Regional et Hop! Airlinair.
En juillet 2015, Air France-KLM annonce l'officialisation de son regroupement pour 2017 des marques Brit Air, Régional et Airlinair sous la marque Hop !, après avoir déjà regroupé juridiquement ses structures sous la société éponyme, permettant de réduire ses coûts et ses pertes via une suppression de 245 postes.
C'est à la faveur de cette alliance que le code AITA A5 d'Airlinair a été transmis à HOP ! avec un seul certificat de transporteur aérien.

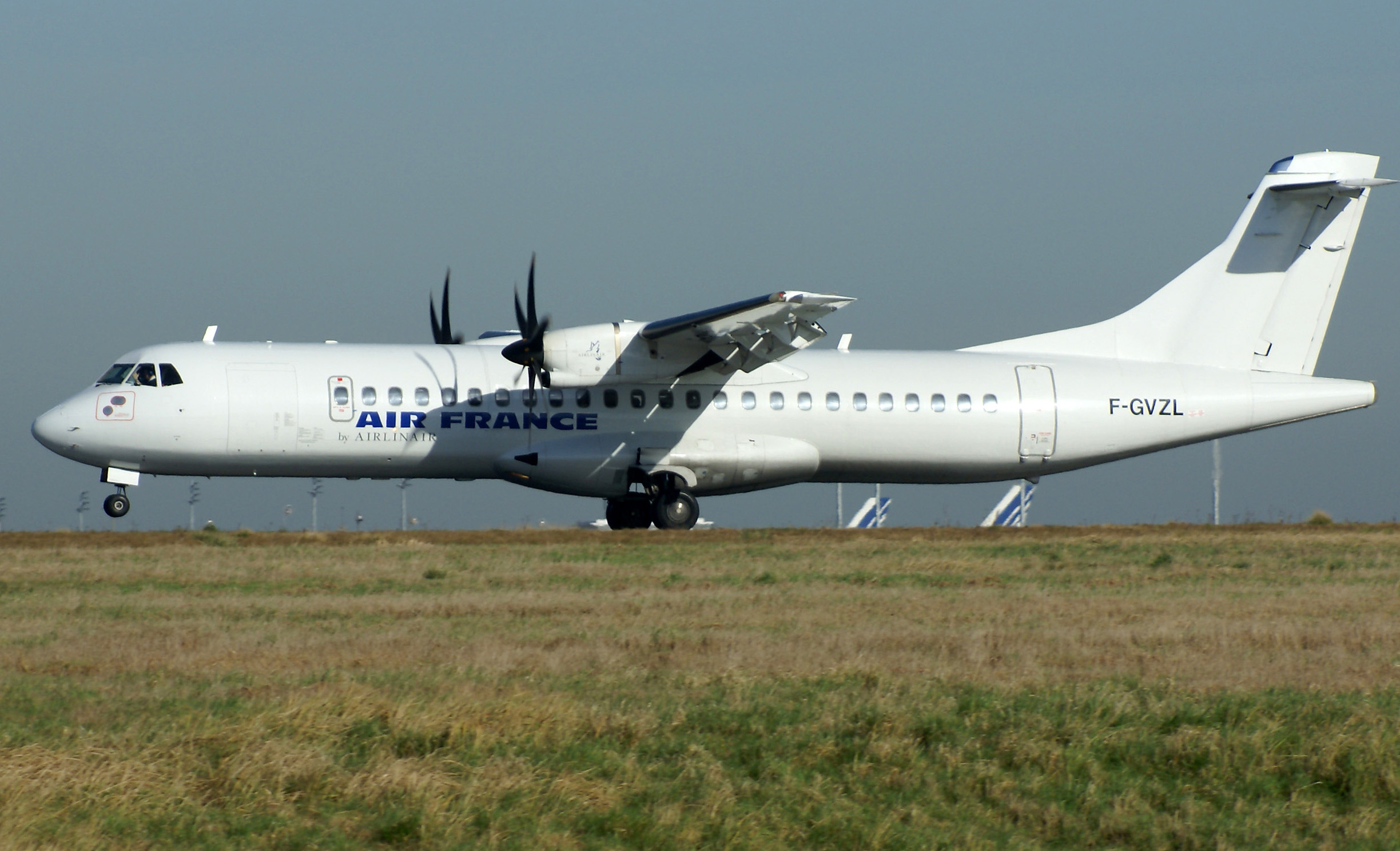
ATR-72-200 immatriculé F-GVZL siglé Air France by Airlinair en 2007

## Le réseau
En 2002, Airlinair desservait en propre :
- Paris-Orly Sud à Aurillac, Bergerac, Brive (Laroche), Castres, Epinal et Périgueux,
- Paris vers Metz-Nancy, Annecy et Lannion pour la compagnie Air Lib,
- Nice - Saint-Tropez[2] pendant la saison d'été et Paris vers Coventry en cargo pour Air France,
- Lignes postales pour Europe Airpost.

À l'été 2003, Airlinair desservait en propre:
- Paris-Orly Sud à Aurillac, Bergerac, Brive (Laroche), Castres, Epinal et Périgueux,
- Tours - Lyon.

À l'hiver 2003, Airlinair desservait en propre:
- Paris-Orly Sud à Aurillac, Bergerac, Brive (Laroche), Castres et Périgueux,
- Tours - Lyon.

À l'été 2004, Airlinair desservait en propre:
- Paris-Orly Sud à Aurillac, Bergerac, Béziers, Brive (Laroche), Castres et Périgueux,
- Tours - Lyon.

À l'hiver 2004, Airlinair desservait en propre:
- Paris-Orly Sud à Aurillac, Bergerac, Béziers, Brive (Laroche), Castres et Prérigueux,
- La Rochelle - Poitiers - Lyon.

À l'hiver 2005, Airlinair desservait en propre:
- Paris-Orly Sud à Aurillac, Béziers, Brive (Laroche) et Castres,
- Angers (Marcé) - Tours - Lyon,
- La Rochelle - Poitiers - Lyon.

En Mars 2006, Airlinair desservait:
- Paris-Orly Sud à Aurillac, Béziers, Brive et Castres,
- La Rochelle vers Lyon via Poitiers,
- Béziers vers Bastia,
- Rennes vers Mulhouse assuré par Chalair Aviation.
- Lignes postales Paris-Roissy vers Bastia et Ajaccio, vers Pau et vers Clermont et Limoges pour Europe Airpost.
- Pour Air France, Paris Orly vers Lannion, Rennes, Metz-Nancy, Annecy et Limoges,
- Pour Air France, Paris-Roissy vers Limoges, Eindhoven et Southampton,
- Pour Air France, Le Havre - Rouen - Lyon, Limoges - Lyon,
- Pour Air France, Toulouse- Lyon et
- Toulouse - Le Havre - Amsterdam assuré par Chalair Aviation sous franchise Airlinair.

À l'été 2008, Airlinair desservait:
- Paris-Orly Sud à Agen, Aurillac, Béziers, Brive, Castres et Eindhoven,
- La Rochelle vers Lyon via Poitiers,
- Béziers vers Bastia,
- Rennes vers Mulhouse et Bordeaux assuré par Chalair Aviation sous franchise Airlinair.
- Brest vers Bordeaux assuré par Chalair Aviation sous franchise Airlinair .

À l'été 2009, Airlinair desservait :
- Paris-Orly Sud à Agen, Aurillac, Brive, Castres,
- La Rochelle vers Lyon via Poitiers et Nice via Poitiers (de juin  à septembre)
- Paris vers Caen et Cherbourg opéré par Chalair sous franchise Airlinair,
- Rennes vers Mulhouse par Chalair Aviation sous franchise Airlinair.
- Bordeaux vers Brest et Rennes assuré par Chalair Aviation sous franchise Airlinair .

À l'hiver 2010, Airlinair desservait:
- Paris à Agen, Aurillac, Brive, Caen (opéré par Chalair sous franchise Airlinair), Castres, Lannion, La Rochelle et Limoges
- Lyon vers La Rochelle et Poitiers.

À l'été 2012, Airlinair desservait :
- Paris à Agen, Aurillac Brive, Caen, Castres, Lannion, La Rochelle et Limoges,
- Limoges à Ajaccio,
- Lyon à La Rochelle et Poitiers,
- Toulouse à Marseille.

Au moment de la disparition de la marque, le 31 mars 2013, la compagnie offrait les liaisons suivantes :
- Paris-Orly - Agen
- Paris-Orly - Aurillac
- Paris-Orly - Brive-la-Gaillarde
- Paris-Orly - Caen
- Paris-Orly - Castres
- Paris-Orly - Lannion
- Paris-Orly - La Rochelle
- Lyon-Saint-Exupéry - Poitiers - La Rochelle
- Marseille - Toulouse
- Ajaccio - La Rochelle[20]
- Ajaccio - Castres[20]
- Ajaccio - Poitiers[20]
- Toulouse - Nantes - Saint-Nazaire (vol spécial régulier appelé "La liaison" pour Airbus Industrie avec l'ATR 42-500, F-GPYC )

## Flotte

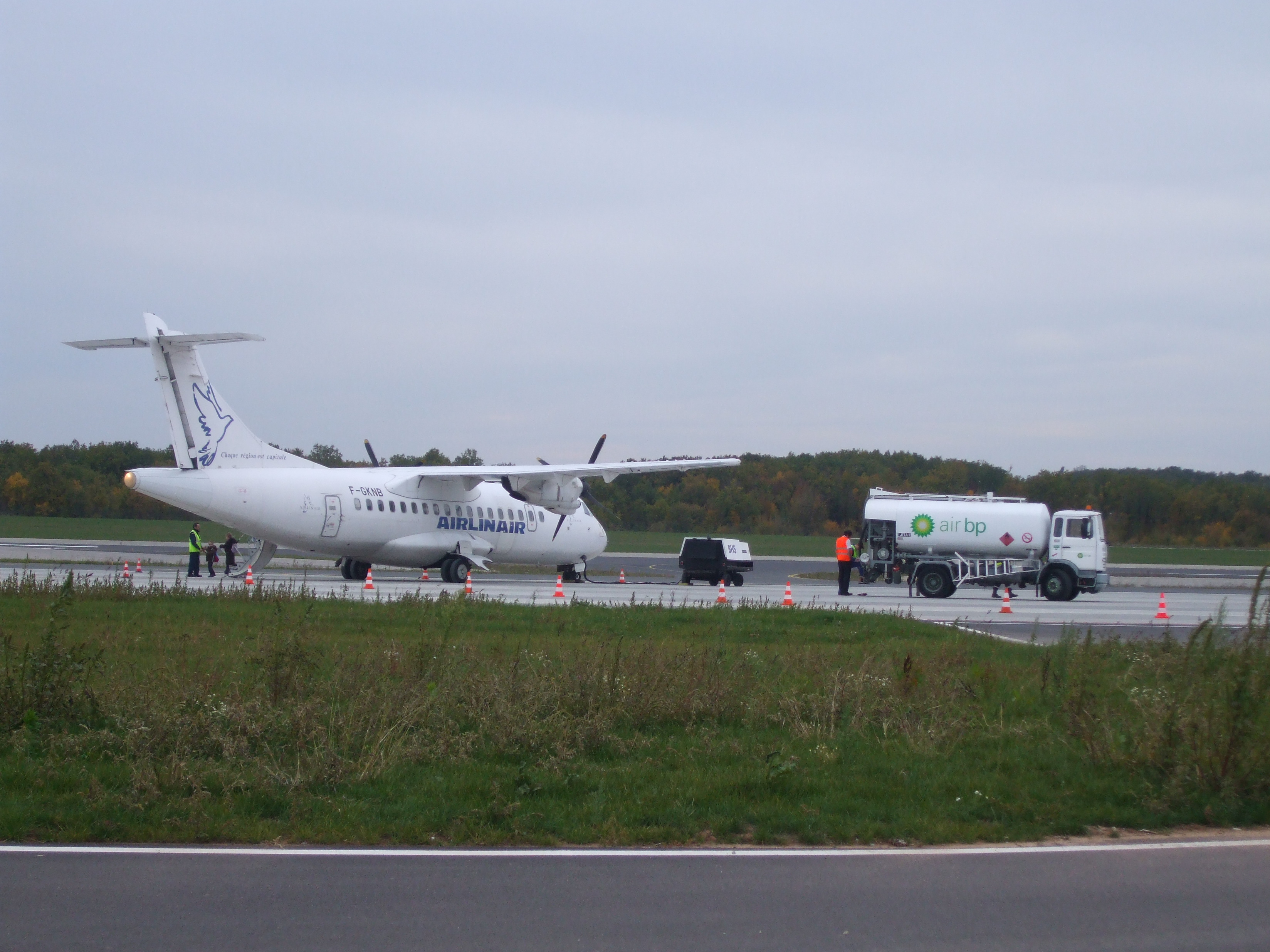
ATR 42-300 immatriculé F-GKNB sur l'aéroport de Brive en 2010.

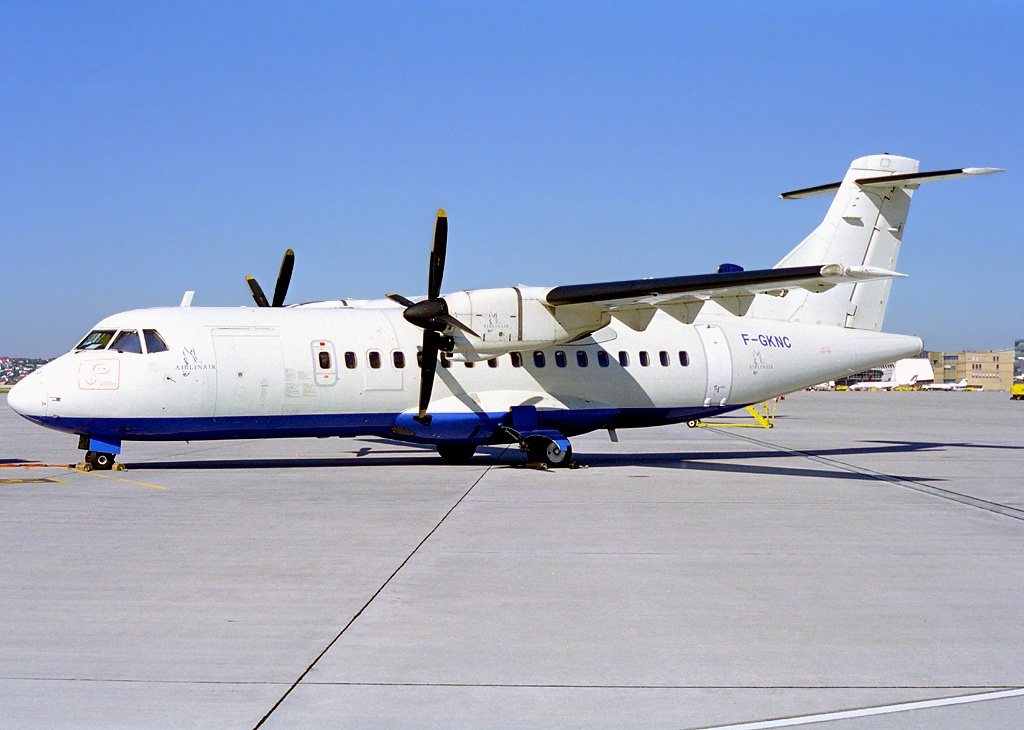
ATR 42-300 d'Airlinair F-GKNC ex-TAT et Air Liberté en 2003.

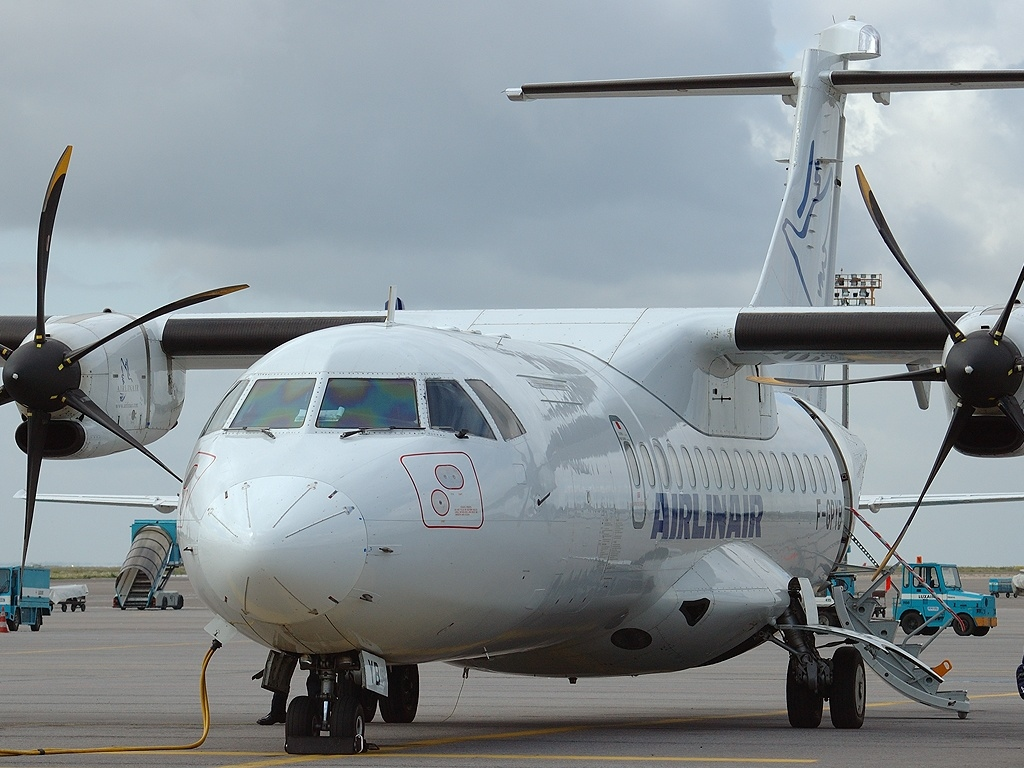
ATR-42-500 F-GPYB d'Airlinair en 2005

En 2002, Airlinair possède 12 ATR (6 ATR 42 et 6 ATR 72).
En décembre 2006, la flotte d'Airlinair était composée de :
- 7 ATR 42-300

| F-GKNB | Passagers |
| F-GVZJ | Passagers |
| F-GKNC | Passagers |
| F-GKYN | Passagers |
| F-GVZX | Passagers |
| F-GVZZ | Passagers |
| F-GVZY | Passagers |

- 11 ATR 42-500

| F-GVZB | Passagers |
| F-GPYA | Passagers |
| F-GPYB | Passagers |
| F-GPYC | Passagers |
| F-GPYD | Passagers |
| F-GPYF | Passagers |
| F-GPYK | Passagers |
| F-GPYL | Passagers |
| F-GPYM | Passagers |
| F-GPYN | Passagers |
| F-GPYO | Passagers |

- 5 ATR 72-200

| F-GPOA | Cargo     |
| F-GPOB | Cargo     |
| F-GPOC | Passagers |
| F-GPOD | Cargo     |
| F-GKPD | Passagers |

- 1 ATR 72-210

| F-GVZF | Passager |

Le 31 mars 2013, la flotte d'Airlinair, d'un âge moyen de 16,3 ans, est composé de 25 appareils :
- 3 ATR 42-300
- 13 ATR 42-500
- 2 ATR 72-200
- 7 ATR 72-500

Quelques lignes sont également effectuées en affrètement par Chalair sur des appareils de type Beechcraft 1900.

## Les filiales

### Alto - Airlinair Industries (1990-2013)

Logo d'ALTO.

Les actionnaires à la création d'Airlinair possédaient déjà une société de maintenance d'aéronefs basé à Rungis près d'Orly qui s'appelait ALTO pour "Air Logistique Technique Opérationnelle" pouvant s'abréger en "Air Logistique".
Celle-ci avait été créée en 1990 et Lionel Guérin en était le Président.
En 1995, ALTO et 2 de ses administrateurs prenaient participation dans une société Luxembourgeoise dénommée "Air Logistic SA". ALTO rentrait au portefeuille de la Financière LMP qui devenait propriétaire de l'entièreté des parts sociales. ALTO devenait Airlinair Industries en juillet 2005.
En 2013, la Financière Linair détenant 100% de la financière LMP qui détenait elle-même 100% d'Airlinair Industries et toutes les trois présidées par Lionel Guérin, décidaient de fusionner.

### Altime (1997-2002)

Logo d'ALTIME.

En 1997, la société ALTIME pour "Air Logistique Temporaire Industrie Maintenance Exploitation" détenue à 95% par ALTO.
ALTIME est créée comme entreprise de travail temporaire dans la maintenance aéronautique.
Elle est présidée par Bernard Guérin.

### Airlinair Portugal (2008-2012)

Logo d'Airlinair Portugal.

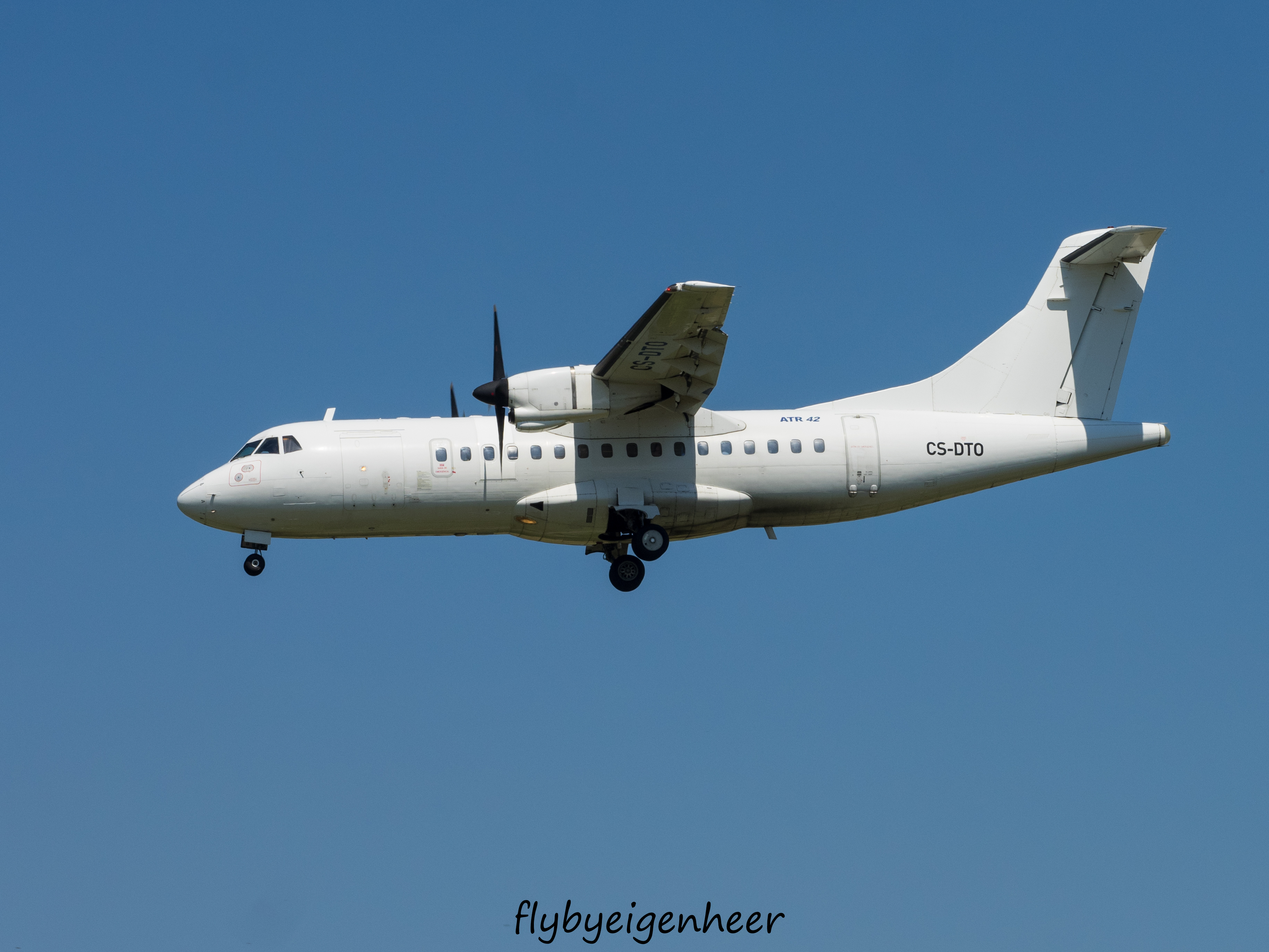
ATR 42-300 immatriculé CS-DTO d'Airlinair Portugal

En 2008, Airlinair crée une filiale au Portugal, Airlinair Portugal, avec pour objectif le développement sur le continent africain.
Elle est équipée d'un seul appareil ATR 42-300, utilisé dans le cadre de contrats pour l’industrie pétrolière ou minière, notamment en Afrique de l'Ouest.
Fin 2012, Airlinair Portugal est racheté par la holding Adige, propriétaire de la compagnie régionale française Chalair Aviation basée à Caen dans le Calvados.
La marque Airlinair Portugal disparaît, la société prend le nom de Lease Fly Aviation Services.

### Aérolinair (2002-2015)

1er logo d'Aerolinair.

En 2002, ALTIME deviendra Aérolinair détenue par la Financière LMP dirigée par Lionel Guérin.
Le siège est transféré sur l'aéroport de Périgeux Bassilac. Son activité est également changée en "activité de transport aérien public ou privé" (code OACI : ERN et indicatif d'appel : Faucon Bleu).
Elle sera créée pour exploiter l'activité Beechcraft 1900D d'Airlinair notamment avec les F-GTKJ, F-GLNK, F-GTVC ou F-GJFX. Elle assure des lignes au départ de Périgeux ou Lyon-Tours.
Elle sera liquidée en 2015. La plupart des Beechcraft partiront chez TwinJet.